# Josh Outman
Joshua Stephen Outman (né le 14 septembre 1984 à Saint-Louis, Missouri, États-Unis) est un lanceur gaucher des Braves d'Atlanta de la Ligue majeure de baseball.

## Carrière

### Athletics d'Oakland
Après des études supérieures à l'université du Missouri Central (en) puis à la St. Louis Community College-Forest Park, Josh Outman est drafté en juin 2005 par les Phillies de Philadelphie.
Encore joueur de Ligues mineures, Outman est transféré chez les Athletics d'Oakland le 17 juillet 2008. Outman fait ses débuts en Ligue majeure le 2 septembre 2008 sous l'uniforme des Athletics. Il enregistre sa première au plus haut niveau le 13 septembre 2008.
Après une bonne première moitié de saison 2009, Outman est placé sur la liste des blessés en juin puis subit une intervention chirurgicale de type Tommy John. Il revient au jeu en 2011.

### Rockies du Colorado
Le 16 janvier 2012, Outman et le lanceur droitier Guillermo Moscoso sont échangés aux Rockies du Colorado en retour du voltigeur Seth Smith.
Outman connaît une difficile première année au Colorado avec une moyenne de points mérités de 8,19 en 40 manches et deux tiers lancées. Il est principalement employé comme releveur, effectuant 20 sorties dans ce rôle contre sept départs. Sa fiche est d'une victoire contre trois défaites avec 40 retraits sur des prises.
En 2013, le gaucher dispute 61 parties, toutes comme lanceur de relève. Il remporte ses trois décisions, réussit 53 retraits sur des prises et présente une moyenne de points mérités de 4,33 en 54 manches lancées.

### Indians de Cleveland
Le 18 décembre 2013, les Rockies du Colorado échangent Josh Outman aux Indians de Cleveland contre le voltigeur Drew Stubbs. Outman apparaît dans 31 matchs des Indians en 2014 et maintient une moyenne de points mérités de 3,28 en 24 manches et deux tiers lancés, avec 4 victoires contre aucune défaite. Le lanceur gaucher est particulièrement efficace contre les frappeurs gauchers, qui n'ont collectivement qu'une moyenne au bâton de ,180 contre lui durant cette période. Néanmoins, Outman est cédé aux ligues mineures après avoir joué son dernier match pour Cleveland le 17 juin. 

### Yankees de New York
Le 28 août 2014, les Indians de Cleveland échangent Josh Outman aux Yankees de New York contre un joueur à être nommé plus tard. Il ne lance que 3 manches et deux tiers en 9 sorties pour les Yankees, terminant la saison 2014 avec 4 victoires, aucune défaite et une moyenne de points mérités de 2,86 en 28 manches et un tiers lancées en 40 matchs au total pour Cleveland et New York.

### Braves d'Atlanta
Le 7 janvier 2015, Outman signe un contrat de 925 000 dollars pour une saison avec les Braves d'Atlanta

## Statistiques
| Saison | Équipe  | G  | GS | CG | SHO | V | D | SV | IP   | SO | ERA  |
| ------ | ------- | -- | -- | -- | --- | - | - | -- | ---- | -- | ---- |
| 2008   | Oakland | 6  | 4  | 0  | 0   | 0 | 1 | 2  | 25.2 | 19 | 4,56 |
| 2009   | Oakland | 14 | 12 | 0  | 0   | 0 | 4 | 1  | 93.0 | 53 | 3,77 |
| Totaux | Totaux  | 20 | 16 | 0  | 0   | 0 | 5 | 3  | 93.0 | 72 | 3,77 |

Note : G = Matches joués ; GS = Matches comme lanceur partant ; CG = Matches complets ; SHO = Blanchissages ; 
V = Victoires ; D = Défaites ; SV = Sauvetages ; IP = Manches lancées ; SO = Retraits sur des prises ; ERA = Moyenne de points mérités.